# Rybar
Rybar (rusky Рыбарь) je populární telegramový kanál vojenského blogera Michaila Zvinčuka, který má více než 1,1 milionu odběratelů. Každou zprávu kanálu čte v průměru 600 000 lidí. Anglická verze kanálu Rybar in English má přes 27 tisíc odběratelů a je citována i českými médii. Anglicky psané zprávy zveřejňuje bloger také na profilu rybar_force v sociální síti X, kde má přes 58 tisíc sledujících.
Kanál Rybar na Telegramu vytvořili Zvinčuk a moskevský programátor Denis Ščukin. Zvinčuk měl rád fantasy literaturu, ze které převzal název pro svůj telegramový kanál. Pracoval na amatérských překladech knih ze série Dungeons & Dragons a také na ruském překladu knihy Roberta Salvatoreho Neverwinter Saga pro nakladatelství FANtastica. Rybář je postava ve hře popsaná v knize Kolo času od Roberta Jordana. Figurka Rybáře mohla stát na jakémkoli poli, ale každé pole pro ni bylo nebezpečné.
Tvůrci zůstali v anonymitě, dokud jejich identitu neodhalili novináři nezávislého moskevského online deníku The Bell v listopadu 2022. Podle The Bell byl kanál zpočátku nezávislý, ale v určitém okamžiku začal Zvinčuk spolupracovat s Agenturu pro výzkum internetu Jevgenije Prigožina. V průběhu spolupráce Prigožin přidělil finanční prostředky na kanál a od června 2020 do srpna 2021 byla na webu agentury zveřejněna stálá sekce kanálu. Spolupráce skončila v roce 2021 nebo 2022.
V rozhovoru pro televizi RTVI v roce 2022 Zvinčuk uvedl, že na kanálu pracuje asi 40 stálých zaměstnanců a měsíční rozpočet je 4 miliony rublů. Podle Zvinčuka je kanál financován z darů. Kanál zveřejnil kritiku postupu ruského ministerstva obrany během invaze na Ukrajinu. V říjnu 2022 telegramový kanál Mash oznámil, že Valerij Gerasimov, náčelník generálního štábu Ozbrojených sil Ruské federace, požádal Roskomnadzor, aby kanál prověřil kvůli falešným zprávám a diskreditaci ruské armády. Ve stejné době, podle The Bell, tři dny před oznámením kontroly, zveřejnil kanál tři zprávy inzerující mobilizaci.